# Clement Spapen

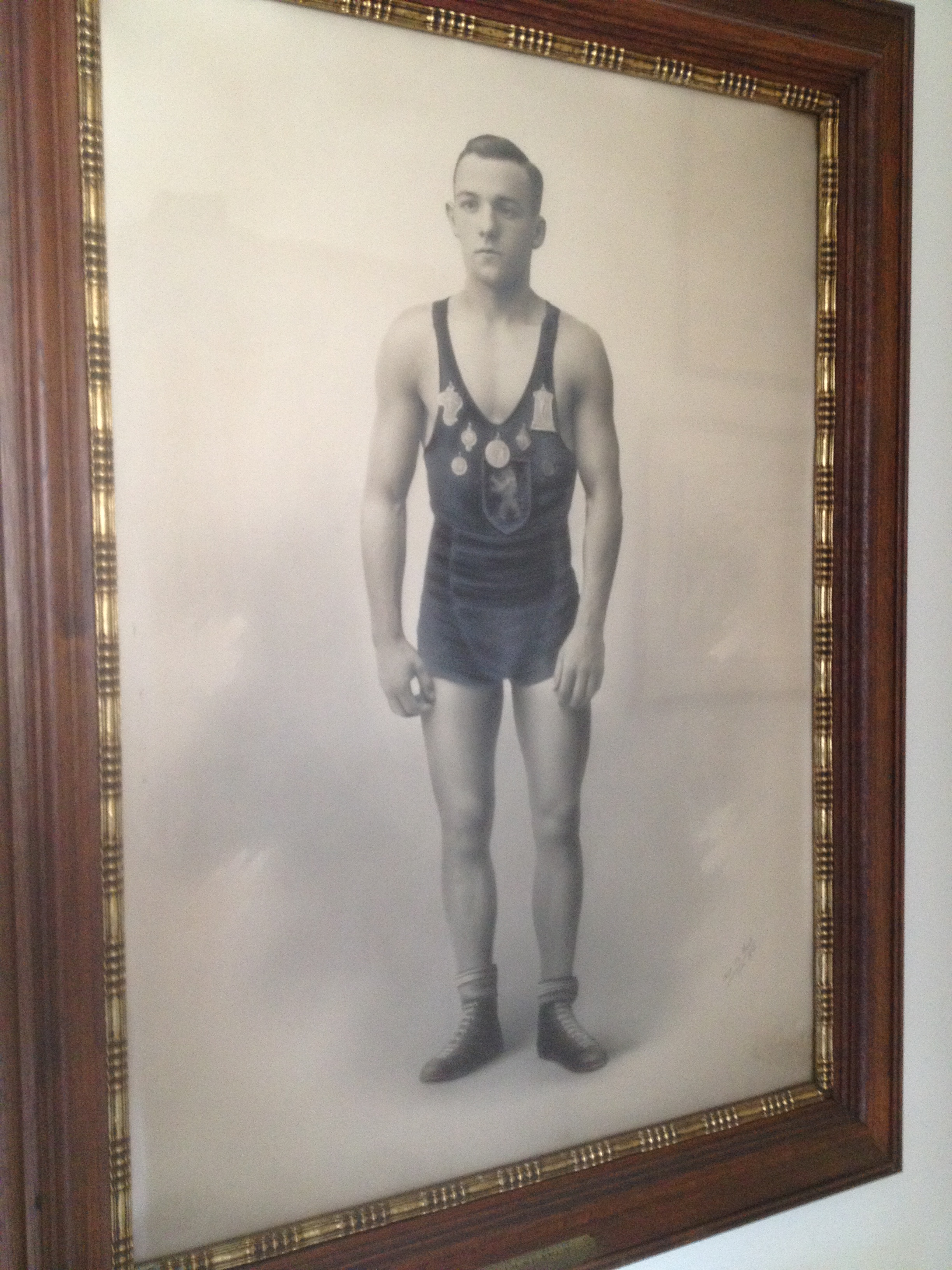

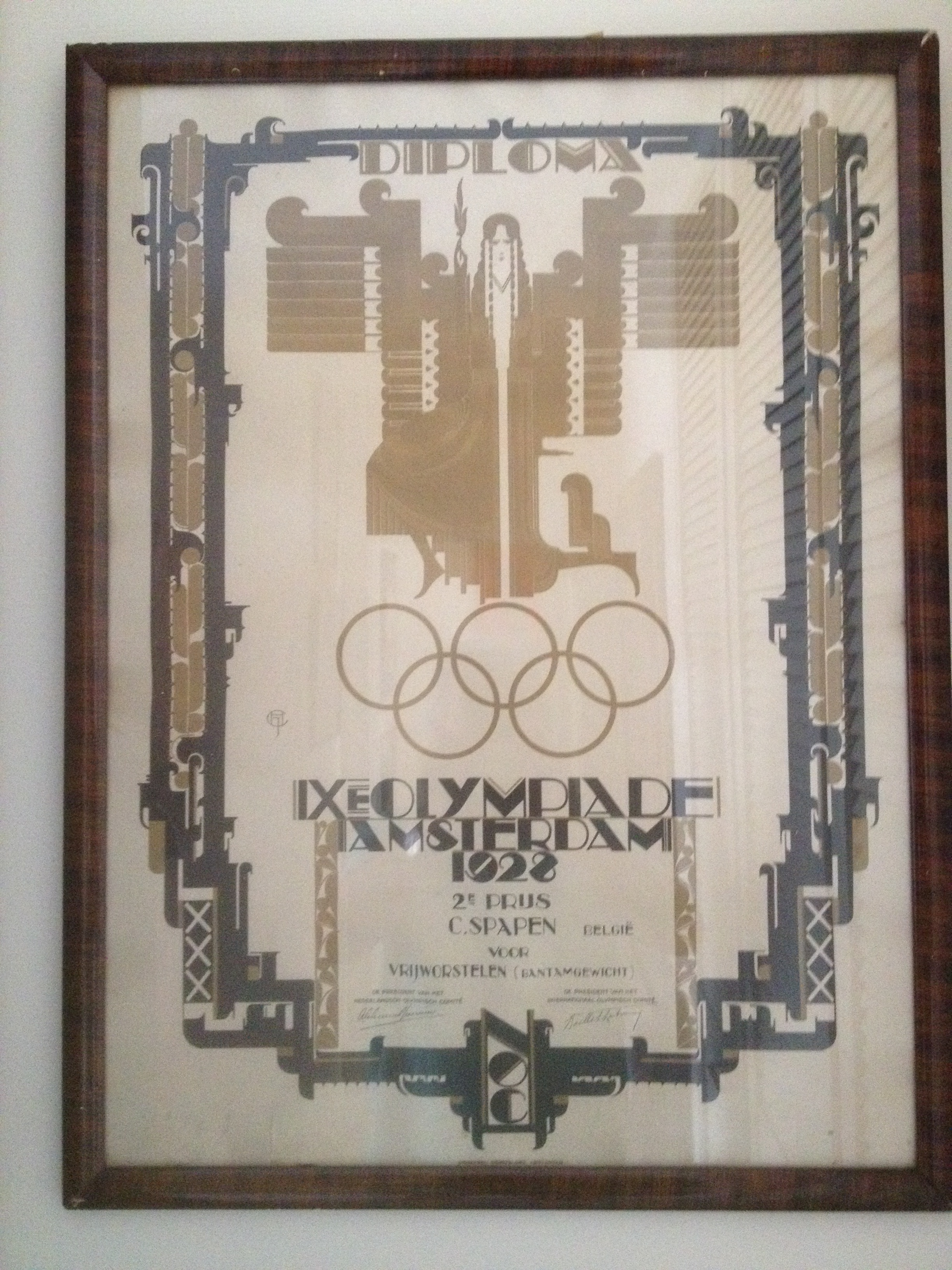

Clementius Herman Maria (Clement) Spapen (Antwerpen, 22 november 1906 -1971 onbekend) was een Belgische worstelaar.

## Levensloop
Spapen begon in 1926 met worstelen. Twee jaar later behaalde hij zilver in de klasse -56kg op de Olympische Spelen te Amsterdam in de discipline vrije stijl. In de finale moest hij het onderspit delven tegen de Fin Kaarlo Mäkinen.